# All Eyez on Me
Cet article concerne l'album. Pour le film biographique, voir All Eyez on Me (film).
Albums de 2Pac
Me Against the World
(1995) The Don Killuminati: The 7 Day Theory
(1996)
Singles
1. California Love
Sortie : 28 décembre 1995
2. 2 of Amerikaz Most Wanted
Sortie : 7 mai 1996
3. How Do U Want It
Sortie : 4 juin 1996
4. All Bout U
Sortie : 13 août 1996
5. Life Goes On
Sortie : 11 septembre 1996
6. I Ain't Mad at Cha
Sortie : 15 septembre 1996

All Eyez on Me (littéralement : Tous les Yeux sur moi) est le quatrième album studio du rappeur américain 2Pac, sorti le 13 février 1996. C'est son premier album sorti chez Death Row Records, et le dernier sorti de son vivant. Cet album est reconnu comme l'un des plus importants des années 1990 et l'un des plus influents de l'histoire du hip-hop. Il s'agit du tout premier double album de l'histoire du hip-hop pour un artiste solo.  

## Contenu
Les chansons de cet album sont, en majorité, une célébration de la « vie de voyou » (thug lifestyle). Bien qu'il fasse occasionnellement référence au passé et à ses amis, 2Pac s'est clairement éloigné, dans cet opus, de la conscience politique et sociale qu'il avait mise en avant dans 2Pacalypse Now.

## Production et enregistrement
All Eyez on Me est sorti après que Suge Knight, directeur de Death Row Records, a payé la caution de 1,4 million de dollars pour libérer 2Pac de prison, en échange de la signature d'un contrat de deux albums sur son label. De nombreux artistes ont participé à cet album, parmi lesquels les membres de Thug Life et d'Outlawz, mais également Dr. Dre, Snoop Dogg, George Clinton, Method Man & Redman et bien d'autres. La plupart des titres ont été produits par Johnny « J » et Daz Dillinger. Dr. Dre a produit California Love et Can't C Me, morceau sur lequel apparaît George Clinton.

## Critique et succès commercial

### Critique
À sa sortie, All Eyez on Me a reçu des critiques très élogieuses de la part de la presse musicale.
Le magazine Rolling Stone l'a classé parmi les Rolling Stone Essential Recordings of the 90s.

### Succès commercial
All Eyez on Me est la deuxième meilleure vente d'albums de 2Pac aux États-Unis, derrière son Greatest Hits.
Durant sa première semaine, l'album s'est vendu à 566 000 exemplaires aux États-Unis. Il s'est ainsi classé 1er au Billboard 200 et au Top R&B/Hip-Hop Albums. C'est le premier album de 2Pac à parvenir à se positionner dans les charts en France, où il est resté classé durant trente-deux semaines et est parvenu à atteindre la 15e place.
Il a été certifié 5 × Platine par la RIAA deux mois après sa sortie, 9 × Platine en 1998 et Disque de diamant (10 x Platine) en 2014. L'album s'est vendu à 5,9 millions d'exemplaires aux États-Unis. En France, selon les estimations, l'album s'est vendu à 164 700 exemplaires.
Deux singles extraits de l'album (How Do U Want It et California Love) ont été classés numéro un au Billboard Hot 100.

## Récompenses
En 1997, All Eyez on Me a remporté le Soul Train Music Award du « Meilleur album R'n'B/Soul ou Rap ».
La même année, 2Pac a également remporté l'American Music Award du « Meilleur artiste Rap/Hip-hop ».

## Liste des titres

### Disque 1
| 1.      | Ambitionz az a Ridah                                                                 | Pee-Wee's Dance de Joeski Love | 4:39 |
| 2.      | All Bout U (featuring Dru Down, Hussein Fatal, Yaki Kadafi, Nate Dogg et Snoop Dogg) | Candy de Cameo | 4:37 |
| 3.      | Skandalouz (featuring Nate Dogg)                                                     | | 4:09 |
| 4.      | Got My Mind Made Up (featuring Tha Dogg Pound et Method Man & Redman)                | Eric B. Is President d'Eric B. and Rakim I Got My Mind Made Up d'Instant Funk Sucker M.C.'s (Krush Groove 1) de Run–DMC | 5:13 |
| 5.      | How Do U Want It (featuring K-Ci & JoJo)                                             | Body Heat de Quincy Jones featuring Leon Ware | 4:47 |
| 6.      | 2 of Amerikaz Most Wanted (featuring Snoop Dogg)                                     | The Message de Grandmaster Flash The Posse (Shoot 'Em Up) d'Intelligent Hoodlum Radio Activity Rapp de M.C. Fosty and Lovin' C Jealous Got Me Strapped de Spice 1 featuring 2Pac | 4:07 |
| 7.      | No More Pain                                                                         | Bring the Pain de Method Man | 6:14 |
| 8.      | Heartz of Men                                                                        | Darling Nikki de Prince Mudbone - Intro de Richard Pryor Jim Brown de Richard Pryor The Back Down de Richard Pryor Niggas with a Seizure de Richard Pryor Up for the Down Stroke de Fred Wesley and the Horny Horns featuring Maceo Parker You're Getting a Little Too Smart des Detroit Emeralds | 4:43 |
| 9.      | Life Goes On                                                                         | Brandy des O'Jays | 5:02 |
| 10.     | Only God Can Judge Me (featuring Rappin' 4-Tay)                                      | Top Billin' d'Audio Two | 4:57 |
| 11.     | Tradin' War Stories (featuring C-Bo, Dramacydal et Storm)                            | Too Little in Common de Randy Brown | 5:29 |
| 12.     | California Love (Remix) (featuring Dr. Dre et Roger Troutman)                        | Intimate Connection de Kleeer | 6:25 |
| 13.     | I Ain't Mad at Cha (featuring Danny Boy)                                             | A Dream de DeBarge | 4:53 |
| 14.     | What'z Ya Phone # (featuring Danny Boy)                                              | 777-9311 de The Time | 5:10 |
| 1:10:25 |                                                                                      | |      |

### Disque 2
| 1.      | Can't C Me (featuring George Clinton)                         | (Not Just) Knee Deep de Funkadelic Shake, Rattle and Roll de Big Joe Turner I'm Only Out for One Thang d'Ice Cube featuring Flavor Flav Get Off My Dick and Tell Yo Bitch to Come Here d'Ice Cube Who Am I (What's My Name)? by Snoop Dogg featuring Jewell and Dr. Dre (1993) | 5:30 |
| 2.      | Shorty Wanna Be a Thug                                        | Wildflower d'Hank Crawford | 3:51 |
| 3.      | Holla At Me (featuring Nanci Fletcher)                        | | 4:56 |
| 4.      | Wonda Why They Call U Bitch                                   | | 4:19 |
| 5.      | When We Ride (featuring Outlaw Immortalz)                     | What Would U Do? de Tha Dogg Pound | 5:09 |
| 6.      | Thug Passion (featuring Dramacydal, Jewell et Storm)          | Computer Love de Zapp | 5:08 |
| 7.      | Picture Me Rollin' (featuring Big Syke, CPO et Danny Boy)     | Winter Sadness de Kool & the Gang Better Off de Johnny J featuring Mel-Low | 5:15 |
| 8.      | Check Out Time (featuring Big Syke, Kurupt et Natasha Walker) | Candy Rain de Soul for Real Just Don't Bite It de N.W.A | 4:39 |
| 9.      | Ratha Be Ya Nigga (featuring Richie Rich)                     | I'd Rather Be With You du Bootsy's Rubber Band | 4:14 |
| 10.     | All Eyez on Me (featuring Big Syke)                           | Never Gonna Stop de Linda Clifford | 5:08 |
| 11.     | Run tha Streetz (featuring Michel'le, Napoleon et Storm)      | Piece of My Love de Guy | 5:17 |
| 12.     | Ain't Hard 2 Find (featuring C-Bo, The Click et Richie Rich)  | | 4:29 |
| 13.     | Heaven Ain't Hard 2 Find (featuring Danny Boy)                | What You Won't Do for Love de Bobby Caldwell | 3:58 |
| 1:01:53 |                                                               | |      |

## Classements et certifications
| Classement (1996)             | Meilleure place |
| ----------------------------- | --------------- |
| États-Unis (Billboard 200)    | 1               |
| Allemagne (Media Control AG)  | 16              |
| Pays-Bas (Mega Album Top 100) | 11              |
| France (SNEP)                 | 16              |
| Belgique (Flandre Ultratop)   | 44              |
| Belgique (Wallonie Ultratop)  | 34              |
| Royaume-Uni (UK Albums Chart) | 32              |
| Suisse (Schweizer Hitparade)  | 15              |
| Suède (Sverigetopplistan)     | 5               |
| Norvège (VG-lista)            | 34              |
| Australie (ARIA)              | 19              |
| Nouvelle-Zélande (RIANZ)      | 15              |

| Classement (2002-03)          | Meilleure place |
| ----------------------------- | --------------- |
| France (SNEP)                 | 99              |
| Royaume-Uni (UK Albums Chart) | 65              |
| Pays-Bas (Midprice Top 50)    | 8               |

| Classement (1996)          | Meilleure place |
| -------------------------- | --------------- |
| États-Unis (Billboard 200) | 16              |
| France (SNEP)              | 48              |

### Certifications
| Pays                                                                 | Certification | Ventes     |
| -------------------------------------------------------------------- | ------------- | ---------- |
| Australie (ARIA)                                                     | Or            | 35 000^    |
| Canada (Music Canada)                                                | Platine       | 300 000^   |
| États-Unis (RIAA)                                                    | Diamant       | 5 000 000^ |
| Nouvelle-Zélande (RMNZ)                                              | Or            | 7 500^     |
| Royaume-Uni (BPI)                                                    | Platine       | 300 000^   |
| *Ventes selon la certification ^Mise en rayon selon la certification |               |            |